# Born for One Thing
«Born for One Thing» es el segundo sencillo escogido por la banda Gojira para promocionar Fortitude y es la canción que abre el disco. Fue lanzado el 17 de febrero de 2021, además estrenaron un videoclip dirigido por Charles De Meyer.

### Recepción de la crítica
Tras el lanzamiento de su primer sencillo, Another World, el futuro del sonido de la banda quedó en duda, y algunos fanáticos sintieron que Gojira había abandonado su sonido pesado y técnico inicial a cambio de un enfoque más contenido y melódico. 
Sin embargo, con el debut de "Born for One Thing", cualquier duda inicial fue rápidamente disipada mientras la banda entregaba posiblemente las pistas más brutales y técnicamente refinadas de los últimos años.
Aumentando la adrenalina y la anticipación a medida que la pista avanza hasta su riff de apertura culminante, Gojira tiene a los oyentes en la palma de su mano en solo segundos, con la batería militante y precisa de Mario Duplantier cautivando la atención.
Irrumpiendo en algunos de sus trabajos más pesados en años, la pista ofrece un retroceso a su era "L'Enfant Sauvage" mientras que los riffs contundentes y la ferocidad indiscutible de la voz de Joe Duplantier trazan paralelos con éxitos como "Mouth of Kala" y "The Axe".
Regresan a sus característicos rasgueos de púa, rupturas pesadas y estructuras inspiradas en el progresivo, se captura la determinación inicial y el hambre que el cuarteto ejerció en sus primeras pistas como "Remembrance".
Aunque no contiene elementos más progresivos ni instrumentalmente virtuosos que su sencillo anterior, lo que sorprende de "Born for One Thing" es la capacidad de Gojira para entrelazar su sonido antiguo y nuevo. Mostrando tanto sus orígenes explosivos y pesados como su sentido más reciente de elegancia y simplicidad.
Demuestran a sus fanáticos que su sonido distintivo se vuelve cada vez más resistente con el paso del tiempo. Incorporan su tecnicismo característico, su sonido pesado distintivo y su atención minuciosa hasta en los detalles más finos, "Born for One Thing" combina las raíces progresivas de la banda con la elegancia y el refinamiento que solo se consiguen con la experiencia.

## Lista de canciones
| N.º | Título               | Duración |  |
| 1.  | «Born for One Thing» | 4:21     |  |

## Personal
- Joe Duplantier – voz, guitarra
- Christian Andreu – guitarra
- Jean-Michel Labadie – bajo
- Mario Duplantier – batería